# Muusoctopus januarii
Muusoctopus januarii is een inktvissensoort uit de familie van de Enteroctopodidae. De wetenschappelijke naam van de soort werd voor het eerst geldig gepubliceerd in 1885 door Hoyle als Octopus januarii.